# Megalomyrmex poatan
Megalomyrmex poatan (лат.) — вид муравьёв рода Megalomyrmex из подсемейства мирмицины (Myrmicinae, Solenopsidini). Южная Америка: Колумбия.

## Описание
Мелкие муравьи (около 4 мм) красновато-коричневого цвета, гладкие и блестящие. Своей глубокой метанотальной бороздкой отличается от всех видов рода Megalomyrmex. Ширина головы (HW) 0,70 мм, длина головы (HL) 0,85 мм, длина скапуса усика (SL) 0,40 мм.
Усики 12-члениковые с булавой из 3 сегментов. Формула нижнечелюстных и нижнегубных щупиков щупиков — 3,2. Жвалы с несколькими зубцами (около 8). Жало развито. Стебелёк между грудкой и брюшком состоит из двух члеников: петиоля и постпетиоля. Заднегрудка без проподеальных зубцов.
Биология не исследована. Некоторые другие виды рода известны как специализированные социальные паразиты муравьёв-листорезов Attini, в гнёздах которых обитают и питаются в грибных садах вида-хозяина. Вид был впервые описан в 1990 году бразильским мирмекологом Карлосом Роберто Ф. Брандао (Dr. Carlos Roberto F. Brandão; Museu de Zoologia da Universidade de São Paulo, Сан-Пауло, Бразилия). Таксон включён в видовую группу Megalomyrmex silvestrii-group вместе с видами M. cuatiara, M. mondabora, M. piriana M. silvestrii, M. symmetochus, M. tasyba.